# نوآوری سازگار با محیط زیست
نوآوری سازگار با محیط زیست که با به‌کارگیری جنبه‌های تجاری علم و دانش به‌طور مستقیم یا غیرمستقیم به بهبود اکولوژی می‌انجامند، در واقع توسعه محصولات و فرایندهایی است که به توسعه پایدار کمک می‌کنند. این موضوع شامل ایده‌های مختلفی از پیشرفت تکنولوژی‌های دوستدار محیط زیست تا نوآوری‌های مقبول جامعه در راستای پایایی است.

## پیدایش مفهوم نوآوری سازگار با محیط زیست
ایدهٔ نوآوری سازگار با محیط زیست، ایده‌ای نو می‌باشد که اخیراً مطرح شده است. یکی از اولین نشانه‌های بروز این ایده در مقالات و کتب، در کتاب فاسلرو و جیمز آمده است. در مقاله بعدی، جیمز نوآوری سازگار با محیط زیست را به عنوان " محصولات و فرایندهای جدیدی که مشتری و کسب و کار ارزش می‌نهد در حالی که به‌طور قابل ملاحظه‌ای صدمات به محیط زیست را کاهش می‌دهد " تعریف کرد.

## مفاهیم مرتبط
نوآوری سازگار با محیط زیست رابطه تنگاتنگی با مفاهیم مرتبط دیگر دارد. اغلب نوآوری‌های زیست‌محیطی و نوآوری سازگار با محیط زیست را در یک معنا و در جای یکدیگر استفاده می‌کنند. همچنین نوآوری سازگار با محیط زیست معمولاً با مفاهیمی مانند تکنولوژی محیط زیستی، اکو بازده و اکو طراحی و طراحی محیطی و طراحی پایدار و خلاقیت پایدار مرتبط می‌شود.
عبارت نوآوری‌های زیست‌محیطی در مفهوم مشابه نوآوری سازگار با محیط زیست به‌کار می‌رود در حالی که بقیه عبارات بیشتر زمانی به‌کار می‌روند که اشاره به طراحی محصول یا فرایندی می‌شود و در نتیجه بیشتر از جنبه‌های سیاسی و اجتماعی بر جنبه‌های تکنولوژی نوآوری سازگار با محیط زیست تمرکز دارند.

## نوآوری سازگار با محیط زیست به عنوان یک عبارت تکنولوژیک
بیشترین استفاده از عبارت نوآوری سازگار با محیط زیست برای اشاره به محصولات خلاقانه و فرایندهایی است که میزان صدمات به محیط زیست را کاهش می‌دهد. این عبارت بیشتر در کنار اکو بازده و اکو طراحی به‌کار می‌رود.
صنعت‌های پیشرو تکنولوژی‌های خلاقانه‌ای را توسعه می‌دهند که در راستای پایداری عمل کنند هر چند که این موارد همیشه عملی یا به لحاظ خط مشی و قانون اجباری نیستند.

## نوآوری سازگار با محیط زیست به عنوان یک فرایند اجتماعی
موقعیت دیگری که مطرح است (به عنوان مثال توسط نوآوری سازگار با محیط زیست) به این معنا که مکمل باشد:
نوآوری‌های سازگار با محیط زیست باید همچنین اجتماع و فرهنگ بزرگتری را پذیرا باشند. در این دیدگاه، این «ستون‌های اجتماعی» اضافه بر تعریف جیمز ضروری است، زیرا تعیین نوع دیگری و اثربخشی نوآوری‌های سازگار با محیط زیست هستند. این روش به نوآوری سازگار با محیط زیست جنبه اجتماعی می بخشد، وضعیتی که در آن بیش از یک نوع کالا یا یک محله جدید وجود دارد. با اینکه تکنولوژی محیطی و نوآوری سازگار با محیط زیست همراه خروج فعالیت‌های جدید اقتصادی یا حتی شاخص‌هایی (مانند: ضایعات درمانی، بازیافت و …)
این روش در نظر دارد که نوآوری سازگار با محیط زیست از نظر بهره‌وری بیش از تولید به تنهایی باشد. ستون‌های اجتماعی همراه نوآوری سازگار با محیط زیست معرف اجرای حکومت است که آن را بیشتر ابزار یکپارچه‌ای برای توسعهٔ پایدار می‌کند.
نوآوری سازگار با محیط زیست روندی است که سرمایه‌داری را مسئول هم تراز کردن فناوری‌های سازگار با محیط زیست با تولید محصولاتی که طبیعت مولد را داراست و بازیافت و بازگردانیدن به محیط برای استفاده دیگر صنایع را ایجاد می‌کند.
Shripad Vaidya نام شخصی است که در بیست و ششمین چاپ انتشار کتاب مشهور آمریکایی "Who is who in the world" به عنوان اولین رکورددار در زمینهٔ توسعه نوآوری سازگار با محیط زیست است.